# Paperino ipnotizzatore
Paperino ipnotizzatore (The Eyes Have It) è un film del 1945 diretto da Jack Hannah. È un cortometraggio animato della serie Donald Duck, prodotto dalla Walt Disney Productions e uscito negli Stati Uniti il 30 marzo 1945, distribuito dalla RKO Radio Pictures.

## Trama
Paperino compra un kit da ipnotismo, contenente un paio di occhiali e un libro di istruzioni. Arrivato a casa, decide di ipnotizzare Pluto, trasformandolo anche fisicamente in un topo, che però inizia a mangiare del formaggio, così Paperino lo fa diventare una tartaruga. Proprio in quel momento un verme si mette a strisciare accanto al cane-tartaruga, che viene trasformato dal papero in una gallina. Pluto entra in un pollaio, insieme a delle galline, ma il gallo se ne accorge e ingaggia una lotta contro Pluto, che viene nuovamente ipnotizzato, diventando questa volta un leone e terrorizzando il gallo. Paperino ride, ma sfortunatamente gli si rompono gli occhiali e a nulla valgono i tentativi di trasformare Pluto in un altro animale. Il cane-leone inizia a inseguire Paperino dentro la casa e cerca in tutti i modi di mangiarlo. Quando i due cadono giù dal tetto, Pluto torna normale e sorride a Paperino, che vedendo i denti del cane, scappa via terrorizzato, lasciando Pluto perplesso.

## Distribuzione

### Edizioni home video

#### VHS
- I 50 anni folli di Paperino (gennaio 1987)

#### DVD
Il cortometraggio è incluso nel DVD Walt Disney Treasures: Semplicemente Paperino - Vol. 2.